# Самоубиство (књига)
Самоубиство (фр. Le suicide) књига је из 1897. године коју је написао француски социолог Емил Диркем. То је била прва методолошка студија друштвених чињеница у контексту друштва. Студија случајна самоубиства, публикација која је јединствена за своје време, пружила је пример како треба да изгледа монографија из социологије.